# The City Kill
The City Kill (dannet 2007) – Dansk post-punk band med støjrock og drone elementer. Bandets sound er præget af rumklang, twanget guitar og tribal trommer. Udtrykket er udpræget dystert. Gruppens stil kan lede tankerne hen på bl.a. The Birthday Party, Lydia Lunch, The Gun Club, Nico m.fl. Bandet selv nævner bl.a. Sonic Youth, The Birthday Party, Nick Cave and the Bad Seeds, Joy Division og Crime & the City Solution som inspirationskilder.
Bandet består af Signe Elin Gram (vokal, bas, guitar), Tobias Bendixen (guitar, bas, vokal, også i Even Dwarfs), Bjarke Mønsted (guitar, trommer) og Matthew Moller (guitar, trommer).
Bandet er en del af Red Tape kollektivet, hvor bandets albums også udkommer. "Days Full of Joy" – bandets andet album udkom den 25. februar 2011.